# Dubbeltournee
Dubbeltournee is een vooral in Amerika voorkomend concept waarbij twee muziekacts met hitrijk verleden samen op tournee gaan.
Eerst werken ze (in wisselende volgorde) hun eigen sets af, alvorens met een gezamenlijke jamsessie af te sluiten. Bands als Chicago en Doobie Brothers worden regelmatig ingezet voor deze tournees.